# Altoona (Wisconsin)
Altoona város az USA Wisconsin államában, Eau Claire megyében. Lakosainak száma 8293 fő (2020. április 1.).

## Népesség
A település népességének változása:

| 2010 | 6 706 |
| 2020 | 8 293 |